# 甘高縣
甘高縣為緬甸馬圭省轄下的縣，其區域面積為5,576.8平方公里，2014年人口250,858人。該縣下分3個鎮區。甘高為該縣之首府。

## 鎮區
以下為甘高縣的鎮區：
- 甘高鎮（Gangaw Township）
- 提林鎮（Tilin Township）
- 索鎮（Saw Township）